# Donauwelle
Die Donauwelle (regional auch Schneewittchenkuchen) ist eine Torte aus Sandmasse mit Sauerkirschen, Buttercreme und Kakao. Sie besteht aus heller und dunkler Masse, der den Wellengang des Flusses Donau andeuten soll. Anders als übliche Torten wird die Donauwelle meist auf einem Kuchenblech gebacken und in rechteckigen Stücken serviert.
Nach der Zubereitung der Masse wird zuerst eine Hälfte in die Form gegeben, anschließend färbt man den Rest mit Kakaopulver und gibt ihn darüber. Danach wird die Masse mit Sauerkirschen belegt und gebacken. Die wellenförmigen Verwirbelungen zwischen den verschiedenfarbigen Teigen entstehen durch das Eindrücken der Kirschen. Darüber kommen deutsche Buttercreme und die Glasur aus Kuvertüre, die mit einem Kamm wellenartig verziert wird.
Zusammen mit dem Wellenmuster im Schokoladenguss begründet das den Namen „Donauwelle“, wobei es keinen belegten Zusammenhang für die Wahl des Flusses Donau als Namensgeber gibt.

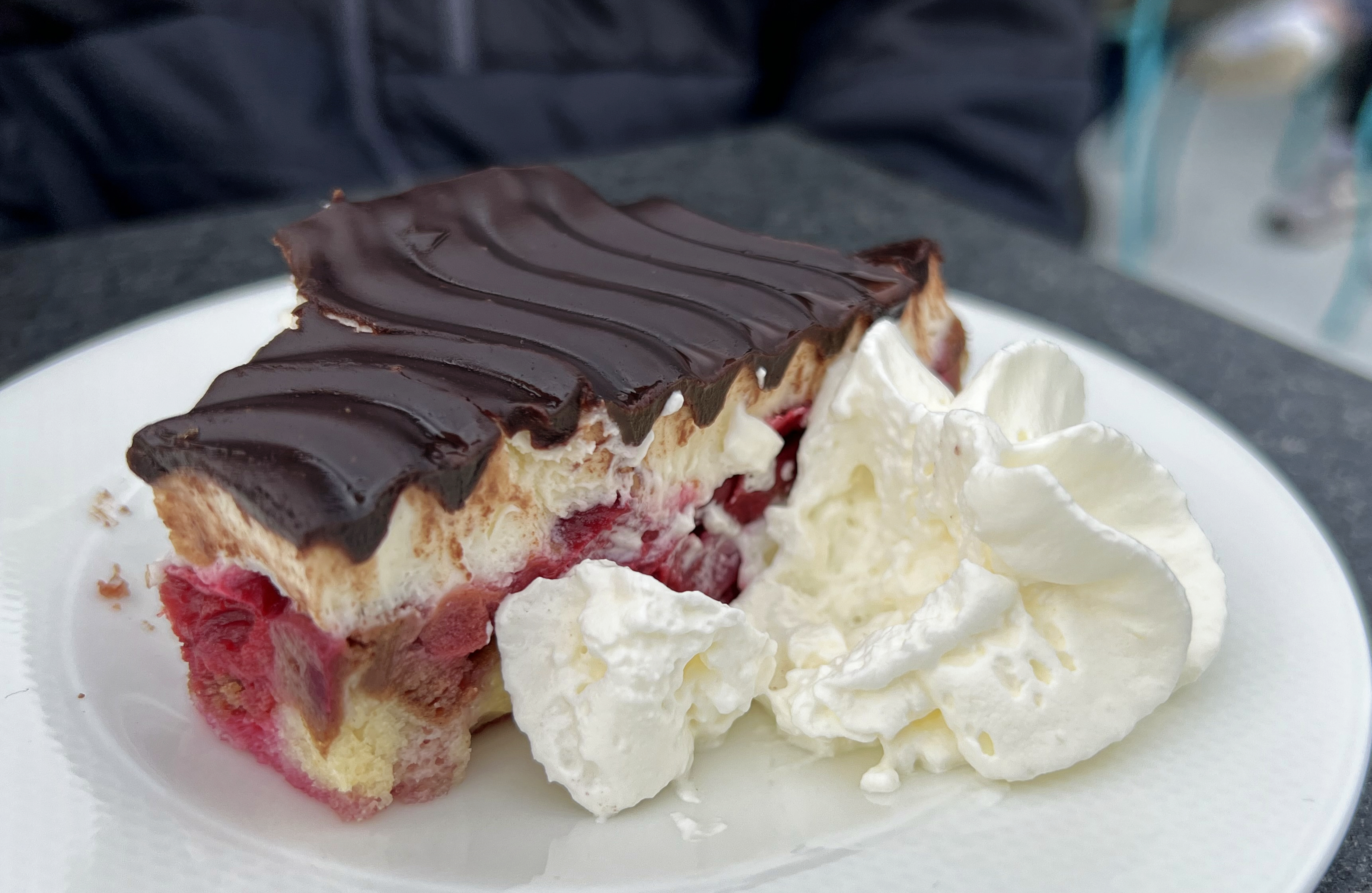
Torte Donauwelle
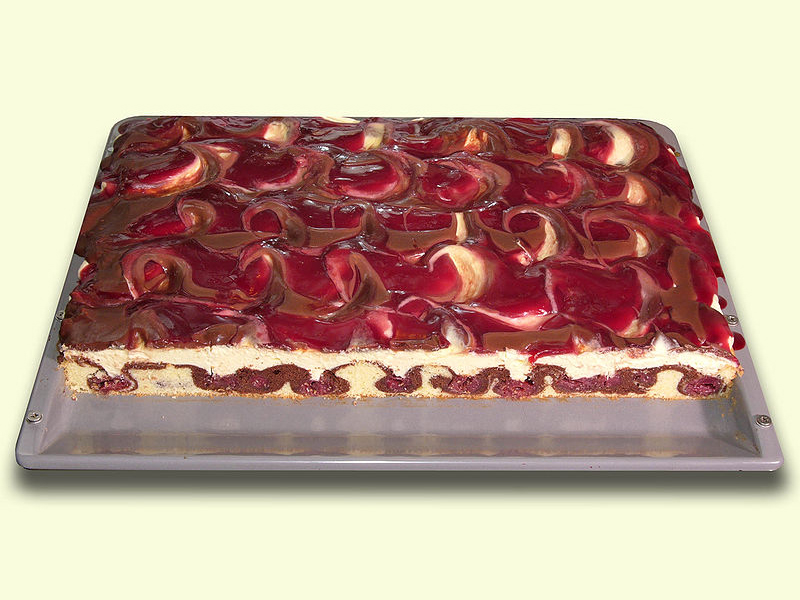
Donauwelle vom Blech (Glasurvariante mit Kirschsaft)